# Joseph-Antoine Rengguer
Joseph-Antoine Rengguer ou Joseph Anton Rengger, né le 14 juin 1734 à Altkirch et mort le 5 septembre 1821 à Colmar, est une figure majeure du jacobinisme dans l'évêché de Bâle et la République rauracienne.

## Biographie

### Origines et famille
Joseph-Antoine Rengguer naît le 14 juin 1734 à Altkirch, dans le Haut-Rhin. Il est originaire de Bienne, dans le canton de Berne.
Son père, Jacques-Christophe, est le trésorier de la principauté épiscopale de Bâle et conseiller aulique des princes-évêques de Bâle ; sa mère, née Béatrix Nansé, est originaire d'Altkirch.
Joseph-Antoine Rengguer épouse en 1767 Marie-Thérèse Priqueler, fille d'un lieutenant-colonel de cavalerie et nièce de Jean-Baptiste Gobel.

### Études et fonctions exercées
Il suit sa scolarité au collège jésuite de Porrentruy, puis entreprend des études de droit à l'université de Strasbourg, où il obtient une licence en 1754.
Il commence sa carrière en tant qu'avocat au Conseil souverain d'Alsace avant d'intégrer l'administration de la principauté : il devient secrétaire du Conseil de la Cour en 1763, conseiller de la Cour en 1767, puis syndic des États par intérim en 1780, au service du prince-évêque de Bâle. En 1783, il est anobli et ajoute à son nom le titre « de la Lime » d'après une de ses terres en Erguël,.

### Engagement révolutionnaire et formation de la République rauracienne
Dès le début des années 1780, Rengguer milite pour des réformes institutionnelles et la convocation d'une Assemblée des États dans la principauté de Bâle. Son engagement politique s'intensifie avec la Révolution française, le conduisant à s'opposer au pouvoir épiscopal avec le soutien de Jean-Baptiste Gobel. Au printemps 1791, il prend la tête du mouvement révolutionnaire et, après plusieurs tentatives, parvient à s'emparer du château princier de Porrentruy avec l'appui du général français Odon Demars. Le prince-évêque ayant déjà quitté la région, Rengguer devient président de la nouvelle Assemblée nationale.
Le 19 décembre 1792, la République rauracienne est proclamée sous sa direction. Son accession au pouvoir repose sur les pressions exercées par Demars, les manœuvres politiques de Gobel et des pratiques électorales contestées. Les tensions entre révolutionnaires et contre-révolutionnaires s'accentuent, chacune des factions cherchant un appui à Paris. Le rappel de Demars affaiblit considérablement la position de Rengguer et l'incite à plaider pour un rattachement à la République française.

### Annexion à la France et administration du Mont-Terrible
En février 1793, la Convention nationale envoie trois commissaires - Ritter, Monnot et Laurent- pour évaluer la situation. Bien qu'ils dénoncent la gestion autoritaire de Rengguer et ses alliés, ils recommandent l'annexion du territoire à la France pour rétablir l'ordre. Après une votation populaire contestée, l'annexion est officialisée le 23 mars 1793.
Sous le Département du Mont-Terrible, Rengguer occupe des postes influents : procureur général, membre du Directoire et du comité départemental de bienfaisance. Son administration applique la Terreur, bien que de manière moins radicale qu'à Paris. Il ordonne l'achat d'une guillotine, mais seules quatre exécutions sont recensées dans le département.

### Chute et exil
Rengguer tente d'enrayer la crise économique en imposant des prix maximums et en interdisant la thésaurisation des denrées, sans succès. En avril 1794, son protecteur Gobel est exécuté, et Rengguer devient une cible politique. Accusé de détournement de fonds, il fuit à Bienne avant d'être arrêté et incarcéré à la Conciergerie. Il échappe à la guillotine grâce à la chute de Maximilien de Robespierre en juillet 1794.
En exil à Paris, il survit grâce à ses contacts. Le coup d'État du 18 fructidor (4 septembre 1797) lui permet de revenir au pouvoir dans le Mont-Terrible, où il participe à une « petite Terreur » contre les contre-révolutionnaires. Cependant, les élections de 1798 marquent sa défaite, l'excluant de l'assemblée départementale.

### Dernières années et mort
Rengguer s'exile à Strasbourg avant de revenir dans l'ancien évêché de Bâle sous le Premier Empire. Grâce à l'influence de ses anciens alliés, il devient juge puis président de tribunal à Delémont. Toutefois, la défaite française en 1813 le contraint à l'exil. Il s'éteint le 5 septembre 1821 à Colmar.